# Scott Dixon
Scott Ronald Dixon (Brisbane, Ausztrália, 1980. július 22. –) új-zélandi autóversenyző, a 6 bajnoki címével és a 50 futamgyőzelmével az IndyCar Series történetének legsikeresebb versenyzője. 2008-ban megnyerte az indianapolisi 500 mérföldes versenyt a pole-pozícióból és háromszor diadalmaskodott a Daytonai 24 órás versenyen is.
Amióta az IndyCar-ban van a Chip Ganassi Racing csapata, azóta Dixon velük érte el minden sikerét, mióta 2003-ban a sorozatba a szerződött, és még 2008-ban amikor újraegyesült a két rivális széria.
A 2008-as Kentucky futamon rekordot döntött mert egy szezonon belül Dixon szerezte a legtöbb, vagyis 6 futamgyőzelmet. Abban is rekorder, hogy egymás után 28 futamon célbaért a 2005-ös Watkins Glen-i és a 2007-es Mid-Ohio-i futam között. 90 futamból amit befejezett, abból 48-szor végzett a dobogón ezért is tartják az egyik legjobb IRL versenyzőnek.
Több elismerést is átvehetett karrierje során, a Jim Clark-díjat 1999-ben, 2001-ben és 2004-ben és a Bruce McLaren-díjat 2003-ban és 2008-ban, továbbá 2001-ben pedig a CART sorozat legjobb újoncának választották, 2015-ben pedig beválasztották a Halhatatlanok Klubjába is.

## Pályafutása

### Korai évei (1987–1993)
Dixon az Ausztráliai Brisbane-ben született Új-Zélandi szülőktől, Ron és Glenys Dixon autóversenyzőktől. A család visszaköltözött Új-Zélandra, Aucklandbe még amikor Dixon kicsi volt. Hétévesen gokartozással kezdte versenyzői pályafutását. Már 13 évesen jogosítványt szeretett volna, de Új-Zélandon csak 15 évesen lehetett kapni, ezért különböző adományozásokba kezdett, hogy meg tudja szerezni.

### 1994–1998
1994-ben megnyerte az Új-Zélandi Formula Vee bajnokságot, 1995-ben a II. osztályú Formula-Ford-ban nyerte el a bajnoki címet úgy, hogy 13 versenyt nyert a 14-ből, a következő évben megnyerte az Új-Zélandi Formula Ford bajnokságot is.
Dixon úgy döntött, hogy 1997-től Ausztráliában versenyzik. Nem volt pénze, de hamar akadt támogatója Christopher Wingate Rotorua üzletember személyében, aki fizette a versenyzési és repülési költségeit. 1997-ben elnyerte az év újonca díjat az Ausztrál Formula Holden Szériában. Az eredmény miatt az SH Racing-nél kapott lehetőséget. Ahogy a költségek kezdtek 250,000 dollár fölé nőni Wingate alapított egy vállalatot, hogy tudja finnanszírozni Dixon versenyzői pályafutását. Azt a vállalatot Scott Dixon Motorsports-nak (SDMS) nevezték el, a részvényesek által több mint 1 millió dollárt fektettek bele Dixon-ba. Ez megengedte, hogy folytassa a versenyzői karrierjét anélkül, hogy a pénz miatt aggódni kellene. 1998-ban sikerült megnyerni a Formula Holden bajnokságot. A bajnoki cím megnyerése után a V8 Supercars sorozatból keresték meg és az egyik ajánlatot el is fogadta ezután a V8 Supercars-ban versenyzett tovább, de máshol akart versenyezni ezért 1999-ben benevezték az amerikai Indy Lights szériába.

## Indy Lights

### 1999
A Scott Dixon Motorsports befektetők támogatásával Dixon 1999-ben átköltözött Amerikába, ahol a Johansson Motorsports csapatban a Indy Lights szériában próbálta ki magát, és Chicagoban a pole-ból indulva, minden kört vezetve simán tudott nyerni. A bajnokságban az ötödik helyen zárt, az újoncok közül pedig a második legjobb volt.

### 2000
2000-ben maradt az Indy Lights-ban de csapatot váltott és a PacWest Lights csapatnál versenyezve megnyerte a bajnokságot úgy, hogy a 12 versenyből haton győzött. Összesen 228 kört állt az élen.

## CART

### 2001
2001-ben ugyancsak a PacWest csapattal debütált a CART szériában a korábbi F1 versenyző, Mauricio Gugelmin mellett, de nagyon jól sikerült a szezon, mert megnyerte a Nazareth-i oválon rendezett versenyt, így az akkori legfiatalabb győztes lett 20 évesen, 9 hónaposan és 14 naposan. Hat top5-ös helyezése volt összesen és abban az évben egyedülálló módon a lehetséges 2610 körből 2521-et teljesített amiből 14-et vezetett is a Mexikói versenyen. A bajnokságban nyolcadik lett és az Év Újonca címet is megszerezte.

### 2002
2002-t még a PacWest csapatnál kezdte Oriol Servià mellett, ám annak megszűnése után a Toyota elintézte, hogy a Target Chip Ganassi Racinghez kerüljön, ahol a mai napig is tekeri a kormányt. A bajnokságban a 13. helyet szerezte meg, három top5-ös helyezése volt, köztük a Denverben szerzett második hely.

## IndyCar

### 2003
2003-ban már az IRL IndyCar széria versenyzője volt, miután a Ganassi csapat itt folytatta a versenyzést. Három győzelmével (Homestead-Miami Speedway, Pikes Pike és Richmond) és öt pole-pozíciójával (Japán, Richmond, Kansas, Nashville, Nazareth) első évében bajnok tudott lenni. Juan Pablo Montoya és Buzz Calkins után Dixon volt az első olyan versenyző az IRL-ben aki a debütáló futamát meg tudta nyerni, később csak Graham Rahal-nak sikerült ez a bravúr. Viszont ő volt az első olyan versenyző az IRL-ben, aki három egymást követő versenyen tudott kört vezetni. Mindhárom versenyén, ahol nyert, dominált és a legtöbb kört ő vezette. Ez az év számára mégis tragédiával ért véget, mert leendő 2004-es csapattársa és jó barátja Tony Renna az egyik év végi tesztelésen Indianapolis-ban halálos balesetet szenvedett.

### 2004–2006
2004-ben a Toyota motor sikertelensége miatt Dixon nem tudta megvédeni bajnoki címét, sőt, a bajnokságot is csak a 10. helyen zárta. Legjobbja is a Phoenix-ben elért második helye. Két top5-ös és 10 top10-es helyezés fűződik a nevéhez 15 versenyből. Ebben az évben két tesztre is meghívja őt a Formula–1-es Williams csapat.
A 2005-ös esztendőben még rosszabb, csak a 13. helyen zárta a bajnokságot, de legalább egy győzelmet szerzett Watkins Glenben és még négy másik top10-es helye volt. A 89. Indianapolis 500-on a 13. helyről indulva a 24. helyen végzett mert baleset miatt kiesett.
2006-ban a csapat a Toyota kivonulása miatt Honda motorra váltott és sikeresebbek is lettek. Újra nyerni tudott a Watkins Glen International-ön, másik győzelmét a Nashville Superspeedway-en aratta. A bajnokságban a negyedik helyen zárt, 15 ponttal lemaradva mindössze a bajnok, Sam Hornish Jr.-tól. Az egyetlen versenyző volt abban az évben, aki mind a 14 versenyt befejezte. Kilenc versenyen állt az élen, és a lehetséges 2510 körből 2504 kört teljesített.

### 2007–2009

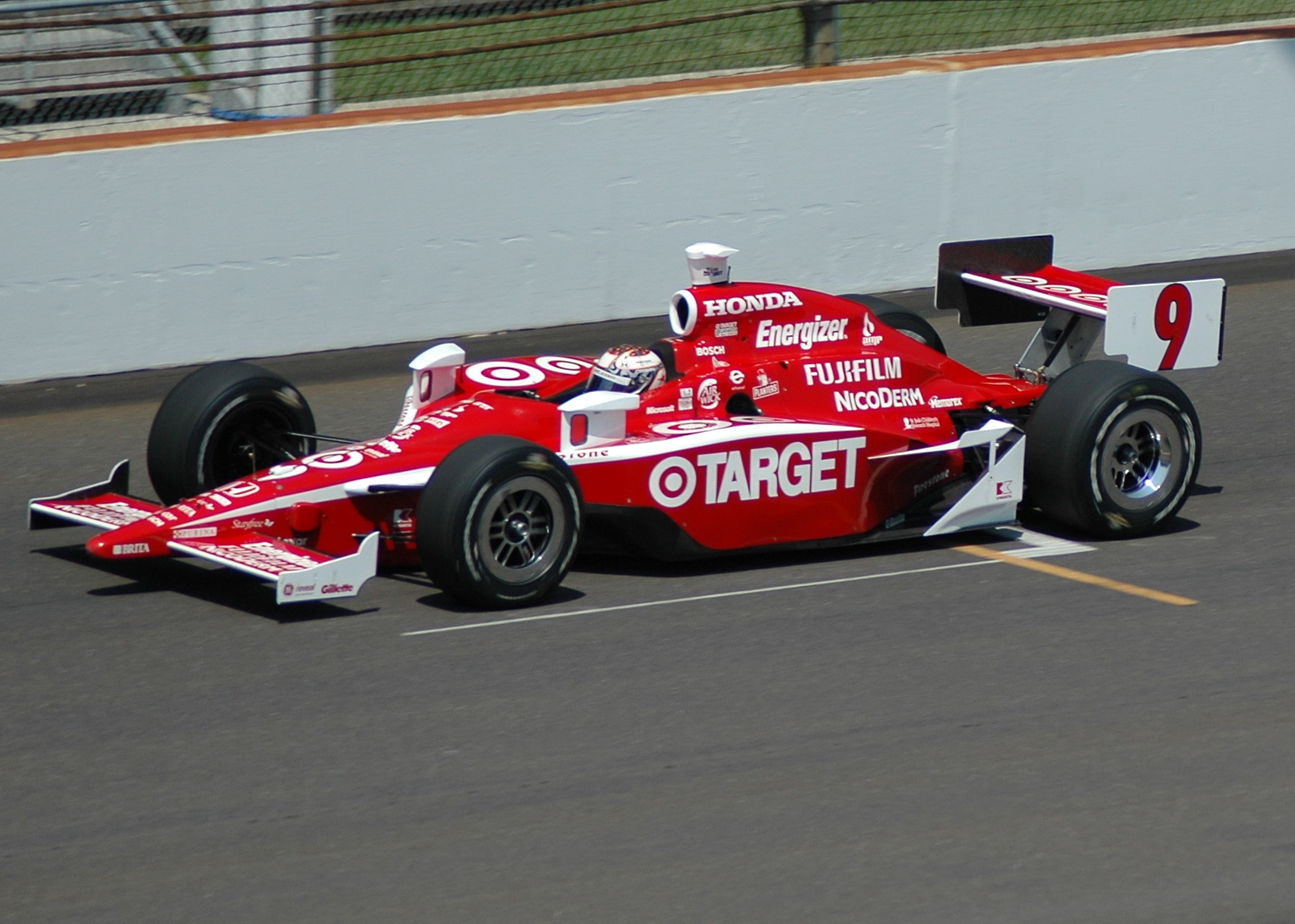
A 2007-es Indianapolis 500 szabadedzésén

Dixon a 2007-es IndyCar Series szezonban, 13 ponttal maradt alul Dario Franchitti-vel szemben a bajnoki címért folyó csatában, mert az utolsó futam utolsó körének utolsó kanyarjában kifogyott az üzemanyaga és lelassult. 2007-ben sikerült harmadszorra is megnyerni a Watkins Glen-i futamot. Az eső miatt megrövidített indianapolisi 500-on második lett Dario Franchitti mögött. Újra nyerni tudott az eső miatt vasárnapra halasztott Nashville-i versenyen is. A következő Mid-Ohio-i futamot, ahol az IRL először rendezett versenyt, azt is meg tudta nyerni, amivel beállította Dan Wheldon és Kenny Bräck rekordját azzal, hogy zsinorban 3 versenyt nyert meg Dixon.
A Michigan-i futamon az elsők között volt amikor egy 6 autót érintő baleset-ben -amit Wheldon és Franchitti idézett elő- kiesett Dixon is, ezzel a 2005-ös Chicago-i futam után először nem tudott befejezni egy futamot.
2008-ban a Champ Car széria és az IndyCar Series újraegyesült, vagyis innentől kezdve már csak egy nyíltkerekes széria van újból az Egyesült Államokban. Dixon ebben a szezonban másodszor is elnyerte a bajnoki címet, de első alkalommal végre megnyerte az indianapolisi 500-as futamot is. Ebben a szezonban megint rekordot döntött azzal, hogy egy szezonon belül az eddigi legtöbb vagyis 6 győzelmet szerzett az alábbi helyszíneken: Homestead, indianapolisi 500, Texas, Nashville, Edmonton és Kentucky. A chicago-ban második lett Castroneves mögött, de a második bajnoki címével amit ezúttal már az újraegyesített szériában szerzett meg tényleg kijelentheti, hogy ő a legjobb 2008-ban.
A 2009-es idényben katasztrofálisan kezdődött Dixon-nak. St.Pete-ben Mutoh-val ütközött, majd a falnak csapódott a verseny 80. körében. Long Beach-ben is csak a 15. lett mert egy biztonsági autós szakasz alatt Ryan Briscoe kilökte a pályán és nehezen indult újra az autója. Ezután nyolc dobogós helyet szerzett miközben győzött Kansas-ben, Milwaukee-ben, Richmond-ban, Mid-Ohio-ban és Motegi-ben, másodpercekkel maradt le a győzelemről, harmadik lett Texas-ban, Watkins Glen-ben és Edmonton-ban. Az Indy 500-on 73 kört vezetett a versenyben és hatodik lett. Mid-Ohio-ban 29,7 másodperces előnnyel szerezte meg huszadik IRL-es futamgyőzelmét ezzel ő szerezte eddigi legtöbb győzelmet az IndyCar Series-ben.
Ebben az évben továbbra is harcban volt a bajnoki címért és ezúttal megint jóbarátjával, a NASCAR-ból éppen most visszatérő Franchitti-val kellett megvívni a bajnoki címért mint 2007-ben csak ezúttal már csapattársakként és Briscoe is harcban volt a bajnoki címért. Franchitti-nak a szezon folyamán négy győzelmet, két második és két harmadik helyet szerzett és Homestead előtt öt ponttal vezette a bajnokságot Dixon. Briscoe-nak további három pont hátránya volt az évadzáró előtt. Homestead-ben Franchitti indult az első helyről, Dixon második míg Briscoe csak harmadik helyről indulhatott. A futamon Dixon és Birscoe nagyjából ugyanolyan boksztaktikával mentek míg Franchitti teljesen más taktikát használt amivel a végére több üzemanyag maradt neki és gyorsabban mehetett a végén és megnyerte a futamot, egyben a bajnoki címet is.

### 2010–2015
A 2010-es év legelején az első négy versenyen három legjobb hét helyen végzett, majd 167 kört vezetett a RoadRunner Turbo Indy 300-on, és második egymást követő évben megnyerte a versenyt Kansasben. További négy TOP10-es pozíció után megnyerte a Honda Indy Edmontont, miután Hélio Castronevest megbüntették. Matematikailag is elvesztette esélyét a bajnoki címre, miután hatodik lett az Indy Japan 300-on Motegiben, de a szezont a Cafés do Brasil Indy 300 győzelmével zárta, így összesítésben 547 ponttal a 3. helyen végzett.

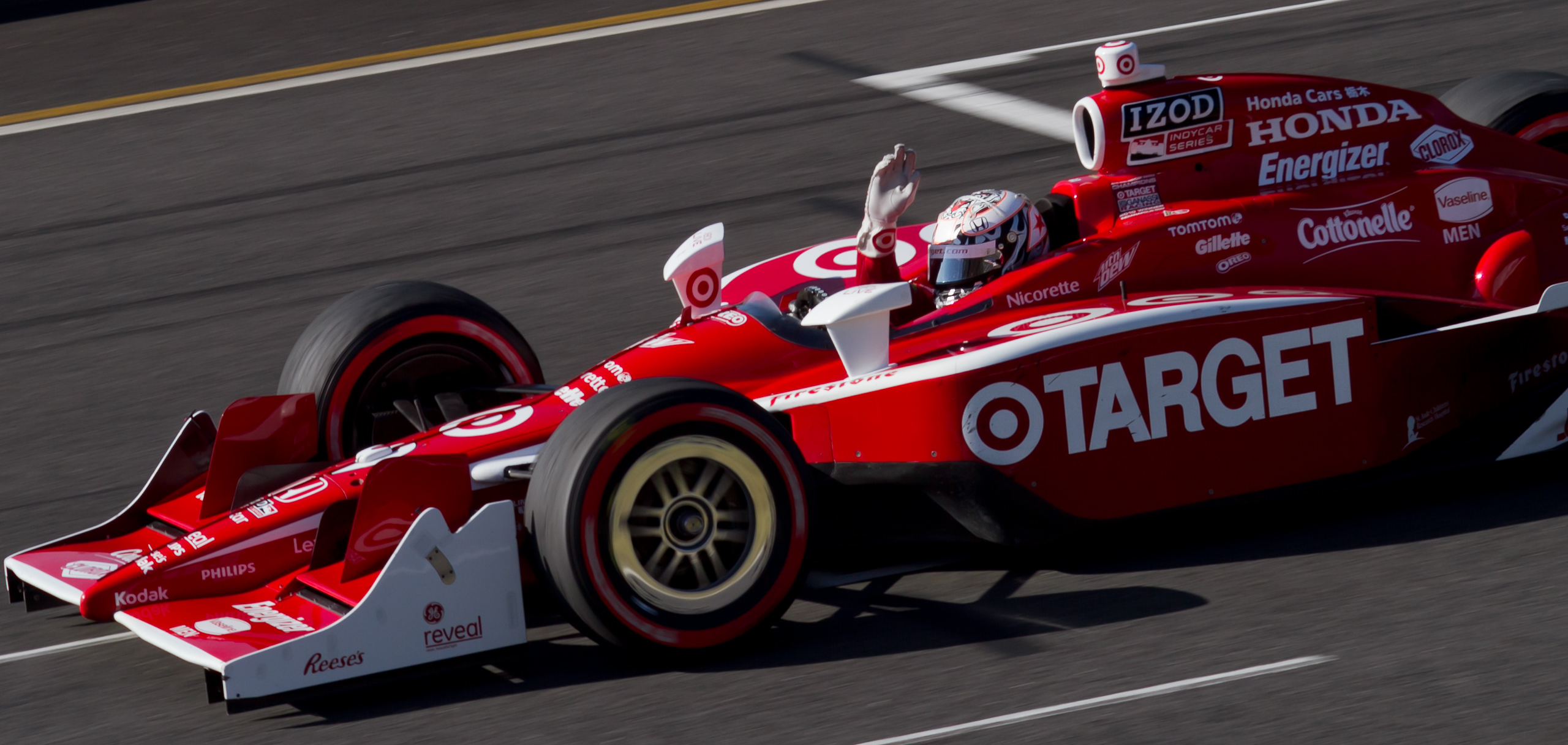
Dixon, miután megnyerte a 2011-es japán versenyt.

A 2011-es bajnokságban meghosszabbította megállapodását a Chip Ganassi csapattal. A szezon első tizenegy versenye során hétszer végzett az első tízben, beleértve egy második helyet a Barber Motorsports Parkban, a texasi duplafordulóban és Torontóban. Harmadszor nyerte meg a Honda Indy 200-at Mid-Ohióban, miután 50 kört vezetett a pole-pozícióból rajtolva. Japánban, Motegiben szintén az élről startolva győzelemmel búcsúztatta a sorozatot a szigetországi pályától. Végül 518 ponttal újfent 3. lett a versenyzők közötti pontvadászatban.
A 2012-es szezonban is a Chip Ganassi egyik konstrukcióját vezette és évadát számtalan technikai probléma árnyékolta be. Az első öt versenyén három második helyezést ért el St. Petersburgben, Barberben és az Indianapolis 500-on is. Ezután megnyerte a Chevrolet Detroit Belle Isle nagydíjat, miután minden kört végig vezetett. Hat versennyel később negyedikként kvalifikálta magát a Honda Indy 200-ra Mid-Ohióban, ahol megnyerte második futamát a szezonban. Dixon egyike volt annak a négy versenyzőnek, akiknek még volt esélye a végső sikerre, miután a Baltimore-i nagydíjon negyedik helyen végzett Baltimore utcáin. Az év végi elszámolásban sorozatban harmadik 3. helyét ünnepelhette 435 pontot gyűjtve és 53 ponttal lemaradva a bajnok, Will Power mögött.
Dixon hároméves szerződéshosszabbítást írt alá a 2013-as kiírás megkezdése előtt, egészen a 2015-ös bajnokság végéig, annak ellenére, hogy Honda motoros autója kisebb teljesítményű volt, mint a Chevrolet motoros kocsiké. A második fordulóban, a Barber Motorsports Parkban második lett Ryan Hunter-Reay mögött, amivel a futam legjobb Hondás pilótája lett. Egészen a tizenegyedik fordulóig várt első futamgyőzelmére, ami az ovál Pocono Raceway-en volt. Ezt követően a kanadai duplafutamokon, Torontóban mindkettőt győzelemmel zárta, ezzel a bajnokság 2. helyére lépett fel. Az utóbbi évek leghosszabb versenynaptárát felvonultató, 19 versenyes sorozatban a szezonzárón, a fontanai MAVTV 500 IndyCar World Championships-en ötödikként intette le a kockás zászló, és ezzel megszerezte harmadik bajnoki címét 2003 és 2008 után.
A 2014-es szezonban vezetett először Chevrolet-motoros autót, miután a CGR lecserélte a Hondát annak érdekében, hogy az IndyCar és a NASCAR csapata is ugyanazzal a motorgyártóval működjön együtt. Motorjának rendszeresen teljesítmény-leadási problémája voltak, ami kissé eltúlozta a lengéscsillapító beállítási problémákat, és a tömegközéppont és a súlyeloszlás változásai vonóerő-problémákat okoztak a kanyarokban, ami miatt óvatosabban kellett gyorsulnia. Iowában szerezte első pole-ját a tizenkettedik fordulóban, majd megnyerte a Honda Indy 200-at Mid-Ohióban. Megelőzte Mike Conwayt a sonomai GoPro Indy Grand Prix-n, majd az Auto Clubban tartott szezonzárón második lett és 604 ponttal a bronzérmes lett a végső bajnoki tabellán.

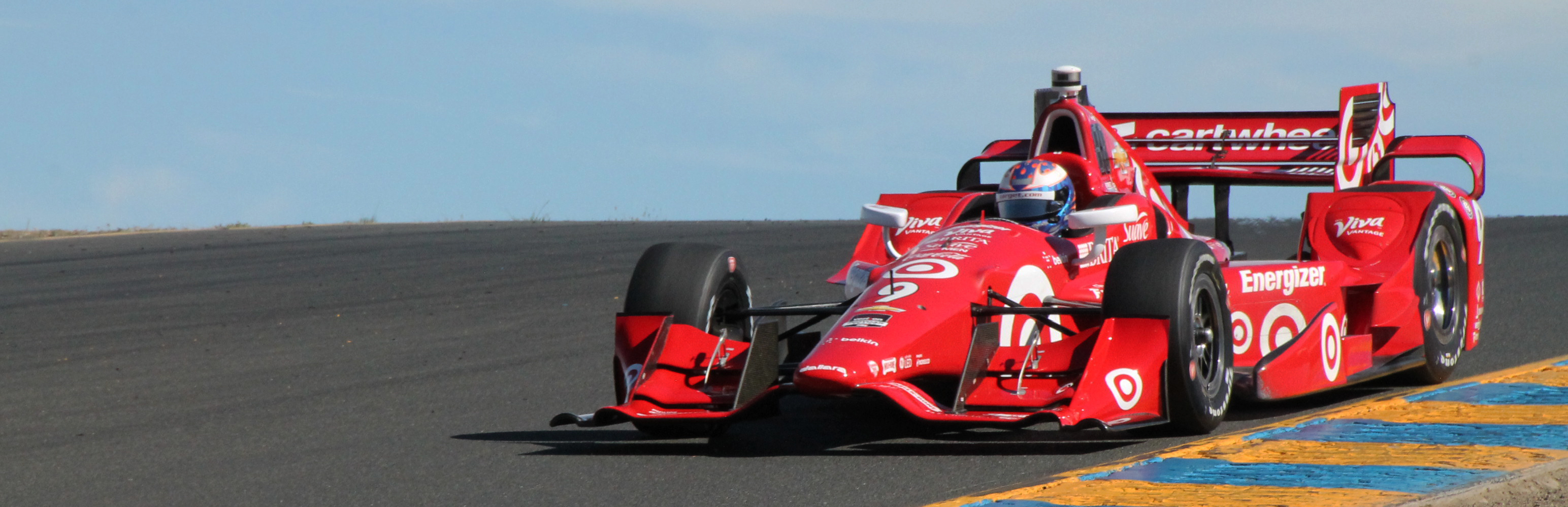
Dixon a 2015-ös GoPro Grand Prix of Sonoma futamon.

2015-ben a harmadikként kvalifikálta magát a szezon harmadik fordulójára, a Long Beach-i utcai pályára, a Toyota Grand Prix-re és végül 44 kört vezetve megszerezte első győzelmét az eseményen. A legendás Indianapolis 500-on megszerezte a pole-t és 84 körrel vezetett, mielőtt a verseny végén a gyorsaságának rohamos visszaesése miatt végül negyedik lett. Három versennyel később a hetedik helyen állt a texasi Firestone 600-on, és szezonbeli második győzelmét aratta 97 kör élen állás után. Dixon egyike volt annak a hat versenyzőnek, akik a bajnoki címért versengtek a szezonzáró sonomai GoPro Grand Prix-re. Ott nyert, ezzel megszerezve a negyedik bajnoki címét. Bár ő és a Penske pilótája, Juan Pablo Montoya ugyanannyi pontot szereztek (556), a döntetlent győzelmek száma törte meg, mivel Dixon három futamot nyert.

### 2016–2020
A 2016-os szezonban is a CGR-nél vezetett, miután 2015 közepén újabb hároméves szerződéshosszabbítást írt alá a csapattal. Dixon a hetedik helyen rajtolt, és a Desert Diamond West Valley Phoenix Grand Prix utolsó 155 körében vezette a mezőnyt, egy győzelmet begyűtjve. Egy Indy-autós rekordot is felállított azzal, hogy 12 egymást követő szezonban nyert versenyt. Megelőzve a 11 szezonos sikerét Bobby Unsernek, Emerson Fittipaldinak és Helio Castronevesnek is. Egyben ez volt a 101. Indy-autós győzelme is a Ganassi csapatnak. A következő tizenkét versenyen nyolc alkalommal zárt az első tízben, miután megbízhatatlanság miatt három futamon nem ért célba, valamint a Honda Indy 200-on baleseteztett Castronevesszel. Később nyert Watkins Glenben, miután a pole-ból indult és összesen 50 kört állt az élen. A sonomai szezonzárón szerzett 17. helyezése után 477 ponttal a 6. helyen végzett a végelszámolásban, ami azt jelentette, hogy 2005 óta először végzett az első három helyen kívül.

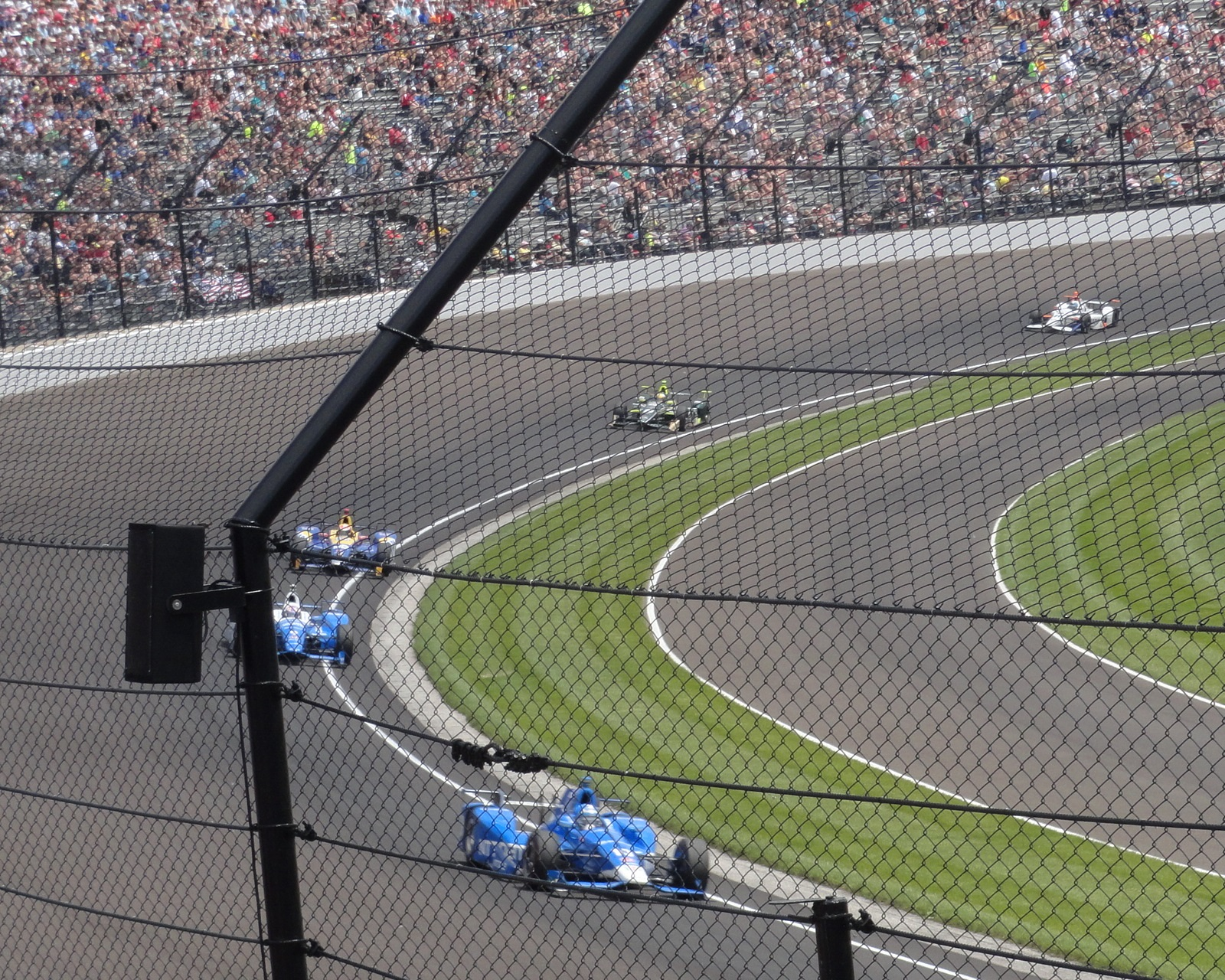
Dixon a 2017-es Indy500-on.

A CGR három Chevrolet-szezon után a 2017-es év előtt visszatért a Honda motorokhoz. Dixon az első öt versenyén a harmadik helyen végzett Szentpéterváron, Barberben és az Indianapolisi épített vonalvezetésen. A pole-ba kvalifikálta magát az Indianapolis 500-ra. A verseny során nekiütközött a belső korlátnak, miután az 53. körben eltalálta Jay Howard autójának bal hátsó kerekét. A baleset következtében egyikük sem sérült meg. A Chevrolet Detroit Grand Prix első futamán a második helyen végzett és három versennyel később megnyerte a Kohler nagydíjat a Road America-n. A következő hat futam mindegyikén befért a legjobb 10 közé, ebbe beleértve az egymást követő második helyeket a Gateway Motorsports Parkban és a Watkins Glenben. Utóbbit követően három pont hátránya volt a bajnokság éllovasától, Josef Newgardentől a szezonzáró sonomai GoPro Grand Prix-ben. Ott a negyedik helyen végzett, ezzel 621 ponttal 3. lett a bajnoki végső tabellán.

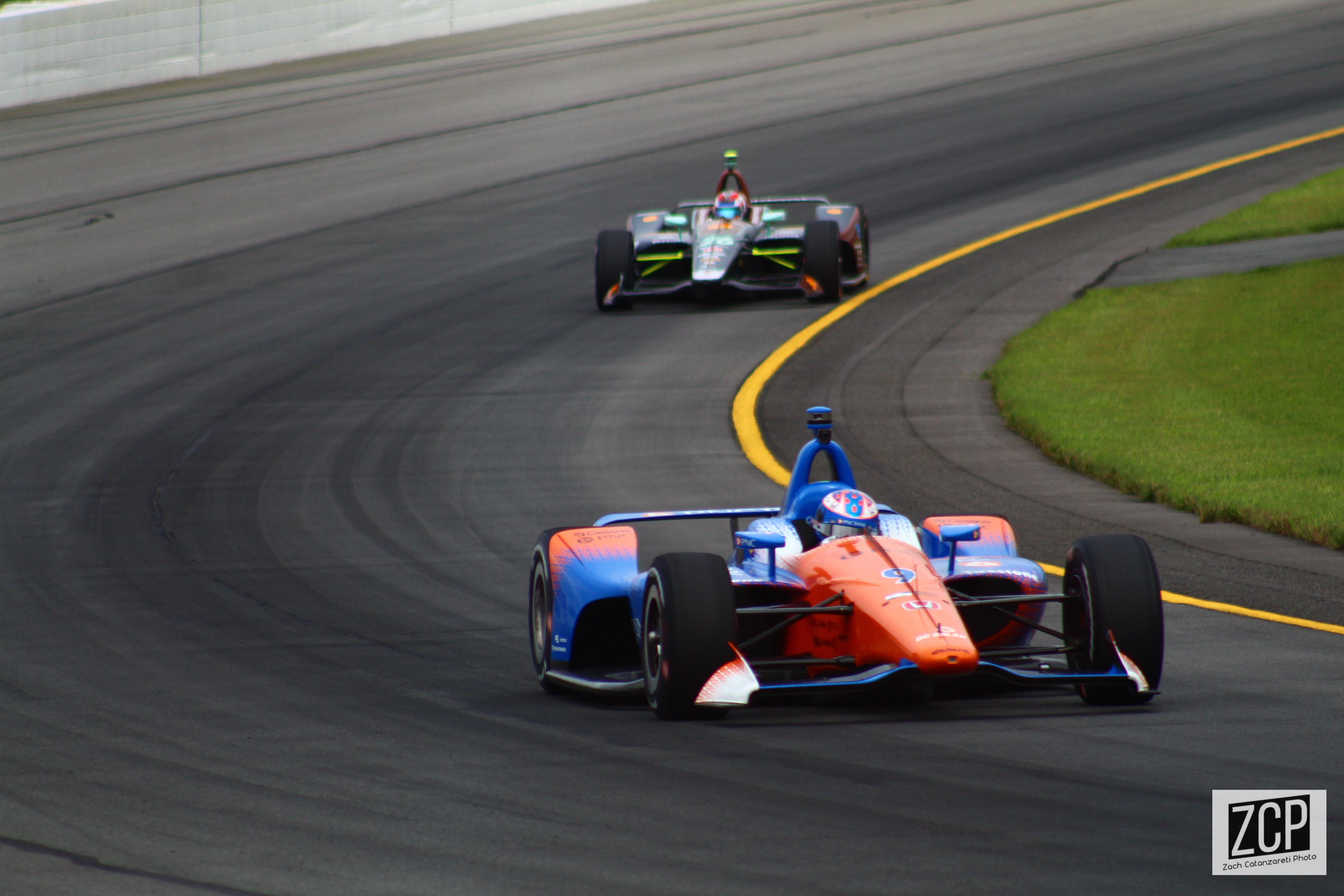
A 2018-as ABC Supply 500-on.

2018-ban új univerzális aerodinamikai csomaggal felszerelt autót vezetett, és nem volt akkora műszaki hátránya Penskével szemben. Az első öt versenyen, négyszer is a legjobb 10 között ért be, beleértve két dobogós helyezést az Indianapolis belső vonalvezetésén és az Indy 500-on. Dixon 39 kör vezetésével megnyerte a Chevrolet Detroit nagydíj első futamát, Texasban, a DXC Technology 600 utolsó 119 körét is vezette, és két versennyel később a bajnokság élére állt. Három versennyel Texas után megnyerte harmadik, egyben utolsó futamát 2018-ban, a Honda Indy Toronto-t, Kanadában. Sonomában az év végén második lett, összesen 678 pontot gyűjtött és ötödik bajnoki címét szerezte meg. Bajnoki riválisának, Alexander Rossinak már az első körben nem volt esélye megszerezni a címet.

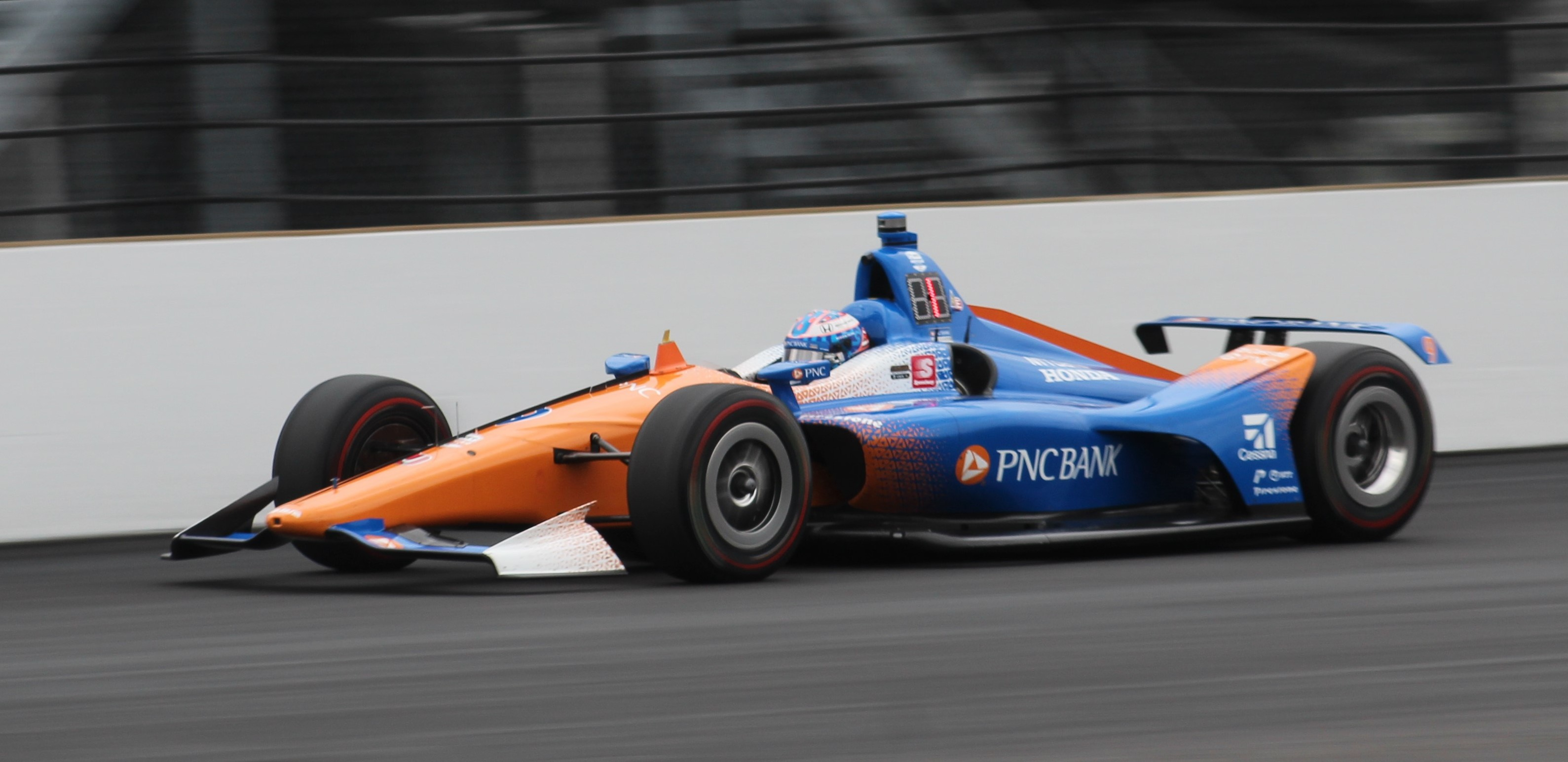
Dixon a 2019-es Indy500 verseny élén.

Dixon többéves szerződéshosszabbítást írt alá a Chip Ganassi Racinggel a 2023-as szezon végéig, miután elutasította Zak Brown, a McLaren vezérigazgatójának ajánlatát, hogy csatlakozzon a márka IndyCar csapatához. A szezon első hét versenyén négy dobogós helyezést hozott St. Petersburgben, Barberben, Long Beach-en és az Indianapolis Road-pályán. A hatodik pozícióból rajtolva megnyerte a Chevrolet Detroit nagydíj második futamát. Csapattársával, Felix Rosenqvisttel szemben a nyolcadik helyről nyerte meg a Honda Indy 200-at, ami a második és egyben utolsó győzelme volt 2019-ben, és összességében a hatodik Mid-Ohióban. 578 ponttal negyedikként végzett a végső tabellán.
A világméretű COVID-19-járvány késleltette a 14 eseményre lerövidítette a 2020-as szezont, és az Indiana-i zárlat miatt Dixonnak otthon kellett felkészülnie a versenyzésbe való visszatérésre. Az évadnyitó Genesys 300 texasi fordulón másodikként kvalifikálta magát, és 200 körből 157-et vezetett. Megnyerte a GMR Grand Prix-t az Indianapolis-i pályán, és a REV Group Grand Prix első futamát Road American. Második lett az iowai dupla első futamában, és futamcsúcsot vezetett 111 kört az Indianapolis 500-on. IndyCar pályafutása 50. győzelmét aratta a Bommarito Automotive Group 500 első futamán Gateway-en. Az utolsó öt futamon nem végzett a tizediknél alacsonyabban, és a szezonzáró szentpétervári futamon a hatodik pilótabajnoki címét aratta 16 pontos előnnyel, Josef Newgarden előtt.

### 2021–jelenleg

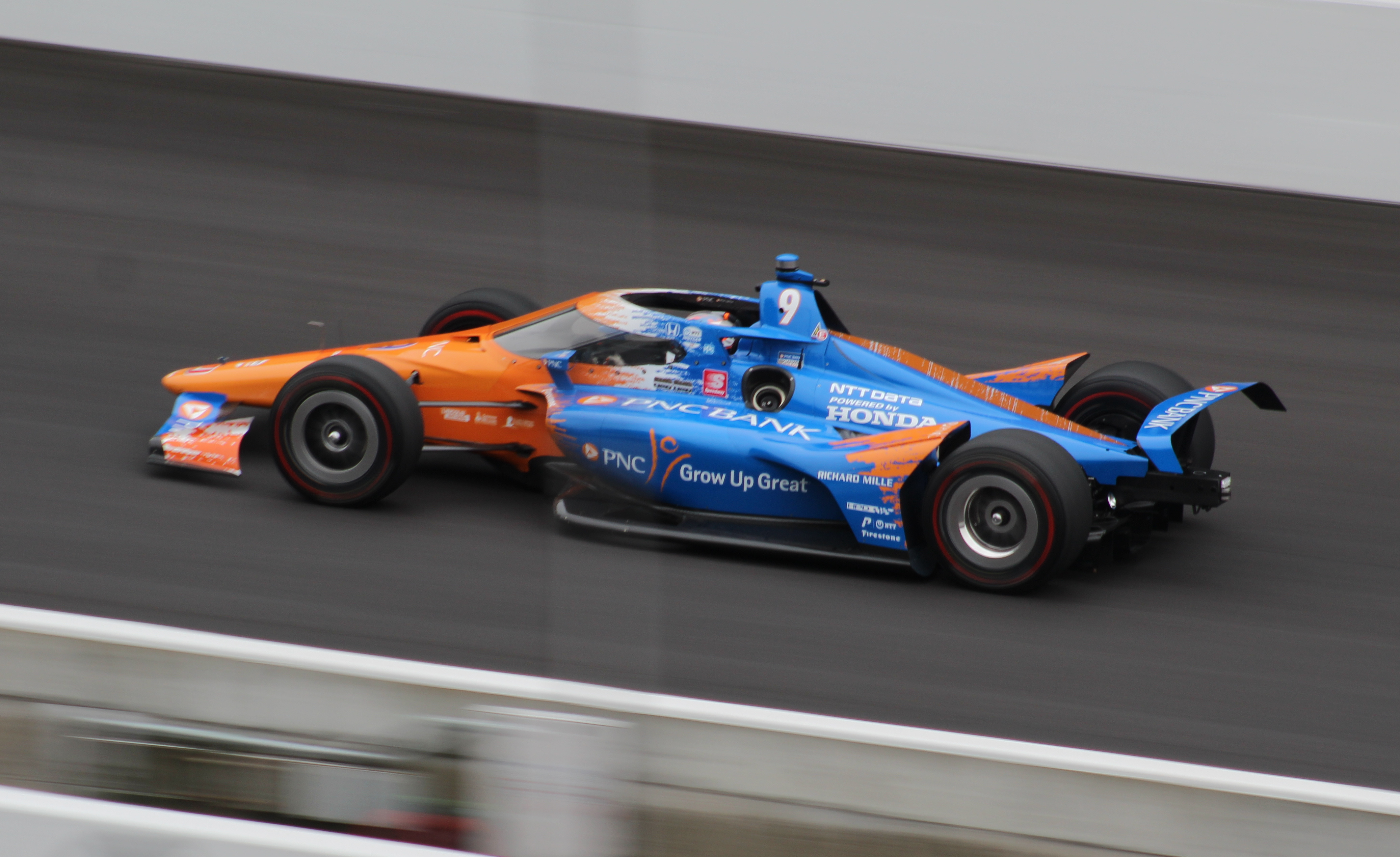
A 2021-es indianapolisi 500-on, verseny közben.

A 2021-es bajnokságot úgy kezdte, hogy a Barber Motorsports Parkban harmadik lett, és Szentpéterváron ötödik. Harmadikként rajtolt a Genesys 300 texasi első futamon, 212 körből 206-ot vezetett a 2021-es első és egyetlen győzelme során, ezzel megszerezte a bajnoki vezetést, és felülmúlta AJ Foyt rekordját, amikor a 19. szezonjában is nyert futamot. Két pole-pozíciót szerzett a második Genesys 300-on és az Indianapolis 500-on, de elvesztette a bajnoki vezetést csapattársától, Álex Palou-tól, miután az utóbbi versenyen csak a 17. helyen végzett. További három dobogós és négy TOP10-es helyezést ért el, és 481 ponttal 4. lett az utolsó szezonban.
A 2022-es szezon első öt versenyén az első tízben végzett, a legjobb eredménye pedig az ötödik hely volt Texasban. Ötödször kvalifikálta magát a pole-ra a májusi Indianapolis 500-on. Összesen 95 kört vezetett, de nem nyerte meg a futamot, mert a bokszutcában átlépte a megengedett sebességhatárt, amiért áthajtásos büntetést kapott. Négy versennyel később másodikként állt rajthoz a Honda Indy Torontóban, és 40 kört vezetett, ezzel megszerezte negyedik torontói győzelmét is. Négy versennyel később megnyerte a futamot Nashville belvárosának utcáin. Egyike volt annak az öt pilótának, akik ekkor még matematikailag jogosultak lettek volna a bajnoki cím megszerzésére a szezonzáró, Laguna Seca forduló előtt. A 12. helyen ért be és 521 ponttal 4. lett a bajnokságban.
2023-ban többet javult kvalifikációs teljesítménye és megszerezte a harmadik pozíciót Szentpéterváron, és a következő négy versenyből háromban az első tíz helyen végzett. Long Bech-en kiesett mechanikai problémák miatt, amely az egyetlen kiesése volt az idényben. A Gateway Motorsports Parkban a befutó pillanatában 22,2256 másodpercet vert a másodikként leintett Pato O’Wardra, amivel átadta a múltnak Juan Pablo Montoya legnagyobb különbséggel történő győzelmének huszonhárom éves rekordját. Egymást követő szezonban elért győzelmi rekordsorozatát egy újabb futamgyőzelemmel 19-re növelte azzal, hogy megnyerte a Gallagher nagydíjat, ez emellett pályafutása 54. győzelmét is jelentette az új-zélandinak, amellyel AJ Foyt mögött a második helyen áll a mindenkori győzelmek listáján. Ezután 82 kört vezetett a következő Bommarito Automotive Group 500-on, így nyert, és csapattársa, Palou lett az egyetlen bajnoki riválisa. Matematikailag kiesett a címért folytatott küzdelemből, miután harmadik lett a Portland-i nagydíjon, amelyet Palou megnyert.

## Eredményei

### CART
| Év   | Csapat  | 1      | 2      | 3      | 4     | 5     | 6     | 7      | 8     | 9      | 10     | 11     | 12     | 13     | 14    | 15     | 16     | 17     | 18     | 19    | 20     | 21     | Helyezés | Pont |
| ---- | ------- | ------ | ------ | ------ | ----- | ----- | ----- | ------ | ----- | ------ | ------ | ------ | ------ | ------ | ----- | ------ | ------ | ------ | ------ | ----- | ------ | ------ | -------- | ---- |
| 2001 | PacWest | MTY 13 | LBH 19 | TXS NH | NZR 1 | MOT 9 | MIL 3 | DET Ki | POR 7 | CLE Ki | TOR 5  | MIS 10 | CHI 4  | MDO 12 | ROA 4 | VAN 13 | LAU 9  | ROC Ki | HOU Ki | LS 4  | SRF 15 | FON Ki | 8.       | 98   |
| 2002 | PacWest | MTY 6  | LBH Ki | MOT 9  |       |       |       |        |       |        |        |        |        |        |       |        |        |        |        |       |        |        | 13.      | 97   |
| 2002 | Ganassi |        |        |        | MIL 6 | LS 6  | POR 7 | CHI 6  | TOR 5 | CLE Ki | VAN Ki | MDO 5  | ROA Ki | MTL Ki | DEN 2 | ROC 12 | MIA Ki | SRF Ki | FON 6  | MXC 7 |        |        | 13.      | 97   |

### IndyCar
| Év   | Csapat                       | 1      | 2      | 3        | 4       | 5       | 6       | 7      | 8      | 9      | 10     | 11     | 12      | 13      | 14     | 15     | 16     | 17     | 18    | 19       | Helyezés | Pont |
| ---- | ---------------------------- | ------ | ------ | -------- | ------- | ------- | ------- | ------ | ------ | ------ | ------ | ------ | ------- | ------- | ------ | ------ | ------ | ------ | ----- | -------- | -------- | ---- |
| 2003 | Ganassi                      | HMS 1  | PHX Ki | MOT Ki   | INDY Ki | TXS 6   | PPIR 1  | RIR 1  | KAN 6  | NSH 2  | MIS 5  | STL Ki | KTY 2   | NZR Ki  | CHI 2  | FON 2  | TX2 2  |        |       |          | 1.       | 507  |
| 2004 | Ganassi                      | HMS Ki | PHX 2  | MOT 5    | INDY 8  | TXS Ki  | RIR 8   | KAN 12 | NSH 8  | MIL Vi | MIS 7  | KTY 13 | PPIR Ki | NZR 9   | CHI 7  | FON 8  | TX2 6  |        |       |          | 10.      | 355  |
| 2005 | Ganassi                      | HMS Ki | PHX 12 | STP 6    | MOT Ki  | INDY Ki | TXS 11  | RIR Ki | KAN 18 | NSH 6  | MIL 13 | MIS Ki | KTY Ki  | PPIR 16 | SNM 7  | CHI Ki | WGL 1  | FON 10 |       |          | 13.      | 321  |
| 2006 | Ganassi                      | HMS 5  | STP 2  | MOT 9    | INDY 6  | WGL 1   | TXS 2   | RIR 11 | KAN 4  | NSH 1  | MIL 10 | MIS 16 | KTY 2   | SNM 4   | CHI 2  |        |        |        |       |          | 4.       | 460  |
| 2007 | Ganassi                      | HMS 2  | STP 2  | MOT 4    | KAN 4   | INDY 2  | MIL 4   | TXS 12 | IOW 10 | RIR 2  | WGL 1  | NSH 1  | MDO 1   | MIS Ki  | KTY 2  | SNM 1  | DET Ki | CHI 2  |       |          | 2.       | 624  |
| 2008 | Ganassi                      | HMS 1  | STP Ki | MOT[1] 3 | LBH[1]  | KAN 3   | INDY 1  | MIL 2  | TXS 1  | IOW 4  | RIR 3  | WGL 11 | NSH 1   | MDO 3   | EDM 1  | KTY 1  | SNM 12 | DET 5  | CHI 2 | SRF[2] 2 | 1.       | 646  |
| 2009 | Ganassi                      | STP Ki | LBH 15 | KAN 1    | INDY 6  | MIL 1   | TXS 3   | IOW 5  | RIR 1  | WGL 3  | TOR 4  | EDM 3  | KTY 7   | MDO 1   | SNM 13 | CHI 2  | MOT 1  | HOM 3  |       |          | 2.       | 605  |
| 2010 | Ganassi                      | SAO 6  | STP 20 | ALA 2    | LBH 4   | KAN 1   | INDY 5  | TXS 4  | IOW 6  | WGL 8  | TOR 20 | EDM 1  | MDO 5   | SNM 2   | CHI 8  | KTY 7  | MOT 6  | HMS 1  |       |          | 3.       | 349  |
| 2011 | Chip Ganassi Racing          | STP 16 | ALA 2  | LBH 18   | SAO 12  | INDY 5  | TXS1 2  | TXS2 2 | MIL 7  | IOW 3  | TOR 2  | EDM 23 | MDO 1   | NHA 3   | SNM 5  | BAL 5  | MOT 1  | KTY 3  | LVS T |          | 3.       | 518  |
| 2012 | Chip Ganassi Racing          | STP 2  | ALA 2  | LBH 23   | SAO 17  | INDY 2  | DET 1   | TXS 18 | MIL 11 | IOW 4  | TOR 25 | EDM 10 | MDO 1   | SNM 13  | BAL 4  | FON 3  |        |        |       |          | 3.       | 435  |
| 2013 | Chip Ganassi Racing          | STP 5  | ALA 2  | LBH 11   | SAO 18  | INDY 14 | DET 4   | DET 4  | TXS 23 | MIL 6  | IOW 16 | POC 1  | TOR 1   | TOR 1   | MDO 7  | SNM 15 | BAL 19 | HOU 1  | HOU 2 | FON 5    | 1.       | 577  |
| 2014 | Chip Ganassi Racing          | STP 4  | LBH 12 | ALA 3    | IMS 15  | INDY 29 | DET 11  | DET 4  | TXS 5  | HOU 19 | HOU 18 | POC 5  | IOW 4   | TOR 5   | TOR 7  | MDO 1  | MIL 4  | SNM 1  | FON 2 |          | 3.       | 604  |
| 2015 | Chip Ganassi Racing          | STP 15 | NLA 11 | LBH 1    | ALA 3   | IMS 10  | INDY 4  | DET 5  | DET 20 | TXS 1  | TOR 8  | FON 6  | MIL 7   | IOW 18  | MDO 4  | POC 9  | SNM 1  |        |       |          | 1.[3]    | 556  |
| 2016 | Chip Ganassi Racing          | STP 7  | PHX 1  | LBH 2    | ALA 10  | IMS 7   | INDY 8  | DET 19 | DET 5  | ROA 22 | IOW 3  | TOR 8  | MDO 22  | POC 6   | TXS 19 | WGL 1  | SNM 17 |        |       |          | 6.       | 477  |
| 2017 | Chip Ganassi Racing          | STP 3  | LBH 4  | ALA 2    | PHX 5   | IMS 2   | INDY 32 | DET 2  | DET 6  | TXS 9  | ROA 1  | IOW 8  | TOR 10  | MDO 9   | POC 6  | GTW 2  | WGL 2  | SNM 4  |       |          | 3.       | 621  |
| 2018 | PNC Bank Chip Ganassi Racing | STP 6  | PHX 4  | LBH 11   | ALA 6   | IMS 2   | INDY 3  | DET 1  | DET 4  | TXS 1  | ROA 3  | IOW 12 | TOR 1   | MDO 5   | POC 3  | GTW 3  | POR 5  | SNM 2  |       |          | 1.       | 678  |
| 2019 | PNC Bank Chip Ganassi Racing | STP 2  | COA 13 | ALA 2    | LBH 3   | IMS 2   | INDY 17 | DET 22 | DET 1  | TXS 17 | ROA 5  | TOR 2  | IOW 2   | MDO 1   | POC 2  | GTW 20 | POR 16 | LAG 3  |       |          | 4.       | 578  |
| 2020 | Chip Ganassi Racing          | TXS 1  | IMS 1  | ROA 1    | ROA 12  | IOW 2   | IOW 5   | INDY 2 | GTW 1  | GTW 5  | MDO 10 | MDO 10 | IMS 9   | IMS 8   | STP 3  |        |        |        |       |          | 1.       | 537  |
| 2021 | Chip Ganassi Racing          | ALA 3  | STP 5  | TXS 1    | TXS 4   | IMS 9   | INDY 17 | DET 8  | DET 7  | ROA 4  | MDO 4  | NSH 2  | IMS 17  | GTW 19  | POR 3  | LAG 13 | LBH 3  |        |       |          | 4.       | 481  |
| 2022 | Chip Ganassi Racing          | STP 8  | TXS 5  | LBH 6    | ALA 5   | IMS 10  | INDY 21 | DET 3  | ROA 9  | MDO 5  | TOR 1  | IOW 5  | IOW 4   | IMS 8   | NSH 1  | GTW 8  | POR 3  | LAG 12 |       |          | 3.       | 521  |
| 2023 | Chip Ganassi Racing          | STP 3  | TXS 5  | LBH 27   | ALA 7   | IMS 6   | INDY 6  | DET 4  | ROA 4  | MDO 2  | TOR 4  | IOW 6  | IOW 6   | NSH 5   | IMS 1  | GTW 1  | POR 3  | LAG 1  |       |          | 2.       | 578  |
| 2024 | Chip Ganassi Racing          | STP .  | TRM[2] | LBH      | ALA     | IMS     | INDY    | DET    | ROA    | LAG    | MDO    | IOW    | IOW     | TOR     | GTW    | POR    | MIL    | MIL    | NSH   |          | —        | 0    |

* A szezon jelenleg is zajlik.
↑ 1:  - A Long Beach-i és a Japán versenyt ugyanazon a napon rendezték a Champ Car és az IRL pilótáknak és mindkét verseny bele számít a bajnokságba.
↑ 2:  - A verseny nem számít bele a bajnokságba.
↑ 3:  - Juan Pablo Montoyával ugyanannyi pontot szerzett, de több győzelmének köszönhetően Dixon nyerte a bajnokságot.

#### Indianapolis 500
| Év   | Karosszéria | Motor     | Rajthely | Eredmény | Csapat              |
| ---- | ----------- | --------- | -------- | -------- | ------------------- |
| 2003 | G-Force     | Toyota    | 4.       | 17.      | Ganassi             |
| 2004 | G-Force     | Toyota    | 13.      | 8.       | Ganassi             |
| 2005 | Panoz       | Toyota    | 13.      | 25.      | Ganassi             |
| 2006 | Dallara     | Honda     | 4.       | 6.       | Ganassi             |
| 2007 | Dallara     | Honda     | 4.       | 2.       | Ganassi             |
| 2008 | Dallara     | Honda     | 1.       | 1.       | Ganassi             |
| 2009 | Dallara     | Honda     | 5.       | 6.       | Ganassi             |
| 2010 | Dallara     | Honda     | 6.       | 5.       | Chip Ganassi Racing |
| 2011 | Dallara     | Honda     | 2.       | 5.       | Chip Ganassi Racing |
| 2012 | Dallara     | Honda     | 15.      | 2.       | Chip Ganassi Racing |
| 2013 | Dallara     | Honda     | 16.      | 14.      | Chip Ganassi Racing |
| 2014 | Dallara     | Chevrolet | 11.      | 29.      | Chip Ganassi Racing |
| 2015 | Dallara     | Chevrolet | 1.       | 4.       | Chip Ganassi Racing |
| 2016 | Dallara     | Chevrolet | 13.      | 8.       | Chip Ganassi Racing |
| 2017 | Dallara     | Honda     | 1.       | 32.      | Chip Ganassi Racing |
| 2018 | Dallara     | Honda     | 9.       | 3.       | Chip Ganassi Racing |
| 2019 | Dallara     | Honda     | 18.      | 17.      | Chip Ganassi Racing |
| 2020 | Dallara     | Honda     | 2.       | 2.       | Chip Ganassi Racing |
| 2021 | Dallara     | Honda     | 1.       | 17.      | Chip Ganassi Racing |
| 2022 | Dallara     | Honda     | 1.       | 21.      | Chip Ganassi Racing |
| 2023 | Dallara     | Honda     | 6.       | 6.       | Chip Ganassi Racing |
| 2024 | Dallara     | Honda     | 21.      | 3.       | Chip Ganassi Racing |

### Daytonai 24 órás autóverseny
| Év   | Csapat                                 | Csapattárs                                         | Autó                | Kategória | Kör | Összetett Helyezés | Kategória Helyezés |
| ---- | -------------------------------------- | -------------------------------------------------- | ------------------- | --------- | --- | ------------------ | ------------------ |
| 2004 | CGR Grand Am                           | Max Papis Scott Pruett Jimmy Morales               | Riley Mk XI-Lexus   | DP        | 502 | 10.                | 6.                 |
| 2005 | Target Chip Ganassi with Felix Sabates | Darren Manning Casey Mears                         | Riley Mk. XI-Lexus  | DP        | 694 | 6.                 | 6.                 |
| 2006 | Target Chip Ganassi with Felix Sabates | Dan Wheldon Casey Mears                            | Riley Mk. XI-Lexus  | DP        | 734 | 1.                 | 1.                 |
| 2007 | Target Chip Ganassi with Felix Sabates | Dan Wheldon Memo Rojas                             | Riley Mk. XI-Lexus  | DP        | 538 | Kiesett            | Kiesett            |
| 2008 | Chip Ganassi with Felix Sabates        | Dan Wheldon Salvador Durán Alex Lloyd              | Riley Mk. XI-Lexus  | DP        | 515 | Kiesett            | Kiesett            |
| 2009 | Chip Ganassi Racing with Felix Sabates | Dario Franchitti Alex Lloyd                        | Riley Mk. XI-Lexus  | DP        | 731 | 5.                 | 5.                 |
| 2010 | Chip Ganassi Racing with Felix Sabates | Dario Franchitti Juan Pablo Montoya Jamie McMurray | Riley Mk. XX-BMW    | DP        | 249 | Kiesett            | Kiesett            |
| 2011 | Chip Ganassi Racing with Felix Sabates | Dario Franchitti Juan Pablo Montoya Jamie McMurray | Riley Mk. XX-BMW    | DP        | 721 | 2.                 | 2.                 |
| 2012 | Chip Ganassi Racing with Felix Sabates | Dario Franchitti Juan Pablo Montoya Jamie McMurray | Riley Mk. XXVI-BMW  | DP        | 760 | 4.                 | 4.                 |
| 2013 | Chip Ganassi Racing with Felix Sabates | Dario Franchitti Joey Hand Jamie McMurray          | Riley Mk. XXVI-BMW  | DP        | 594 | Kiesett            | Kiesett            |
| 2014 | Chip Ganassi Racing with Felix Sabates | Tony Kanaan Kyle Larson Marino Franchitti          | Riley Mk. XXVI-Ford | P         | 667 | Kiesett            | Kiesett            |
| 2015 | Chip Ganassi Racing with Felix Sabates | Tony Kanaan Kyle Larson Jamie McMurray             | Riley Mk. XXVI-Ford | P         | 740 | 1.                 | 1.                 |
| 2016 | Ford Chip Ganassi Racing               | Tony Kanaan Kyle Larson Jamie McMurray             | Riley Mk. XXVI-Ford | P         | 708 | 13.                | 7.                 |
| 2017 | Ford Chip Ganassi Racing               | Ryan Briscoe Richard Westbrook                     | Ford GT             | GTLM      | 624 | 27.                | 10.                |
| 2018 | Ford Chip Ganassi Racing               | Ryan Briscoe Richard Westbrook                     | Ford GT             | GTLM      | 783 | 11.                | 1.                 |
| 2019 | Ford Chip Ganassi Racing               | Ryan Briscoe Richard Westbrook                     | Ford GT             | GTLM      | 570 | 13.                | 4.                 |
| 2020 | Konica Minolta Cadillac                | Ryan Briscoe Kobajasi Kamui Renger van der Zande   | Cadillac DPi-V.R    | DPi       | 833 | 1.                 | 1.                 |
| 2021 | Cadillac Chip Ganassi Racing           | Kevin Magnussen Renger van der Zande               | Cadillac DPi-V.R    | DPi       | 807 | 5.                 | 5.                 |
| 2022 | Cadillac Racing                        | Sébastien Bourdais Álex Palou Renger van der Zande | Cadillac DPi-V.R    | DPi       | 722 | 14.                | 7.                 |
| 2023 | Cadillac Racing                        | Sébastien Bourdais Renger van der Zande            | Cadillac V-LMDh     | GTP       | 783 | 3.                 | 3.                 |
| 2024 | Cadillac Racing                        | Sébastien Bourdais Renger van der Zande            | Cadillac V-LMDh     | GTP       |     |                    |                    |

### Le Mans-i 24 órás autóverseny
| Év   | Csapat                     | Csapattárs                              | Autó                | Kategória | Kör | Összetett Helyezés | Kategória Helyezés |
| ---- | -------------------------- | --------------------------------------- | ------------------- | --------- | --- | ------------------ | ------------------ |
| 2016 | Ford Chip Ganassi Team USA | Ryan Briscoe Richard Westbrook          | Ford GT             | GTE Pro   | 340 | 20.                | 3.                 |
| 2017 | Ford Chip Ganassi Team USA | Ryan Briscoe Richard Westbrook          | Ford GT             | GTE Pro   | 337 | 23.                | 7.                 |
| 2018 | Ford Chip Ganassi Team USA | Ryan Briscoe Richard Westbrook          | Ford GT             | GTE Pro   | 309 | 39.                | 14.                |
| 2019 | Ford Chip Ganassi Team USA | Ryan Briscoe Richard Westbrook          | Ford GT             | GTE Pro   | 341 | 24.                | 5.                 |
| 2023 | Cadillac Racing            | Sébastien Bourdais Renger van der Zande | Cadillac V-Series.R | Hypercar  | 340 | 4.                 | 4.                 |

## Magánélete
Scott Dixon és Emma Davies a 800 m-es futás Brit és Wales-i bajnoka 2008 februárjában házasodtak össze. Az első házassági évfordulójuk után bejelentették, hogy Emma gyereket vár. Néhány órával a Watkins Glen-i futam után született meg első gyerekük és Poppy Davies Dixon-nak nevezték el.